# Dianthus strictus
Dianthus strictus är en nejlikväxtart. Dianthus strictus ingår i släktet nejlikor, och familjen nejlikväxter.

## Underarter
Arten delas in i följande underarter:
- D. s. multipunctatus
- D. s. strictus
- D. s. sublaevis
- D. s. troodi
- D. s. velutinus

## Bildgalleri

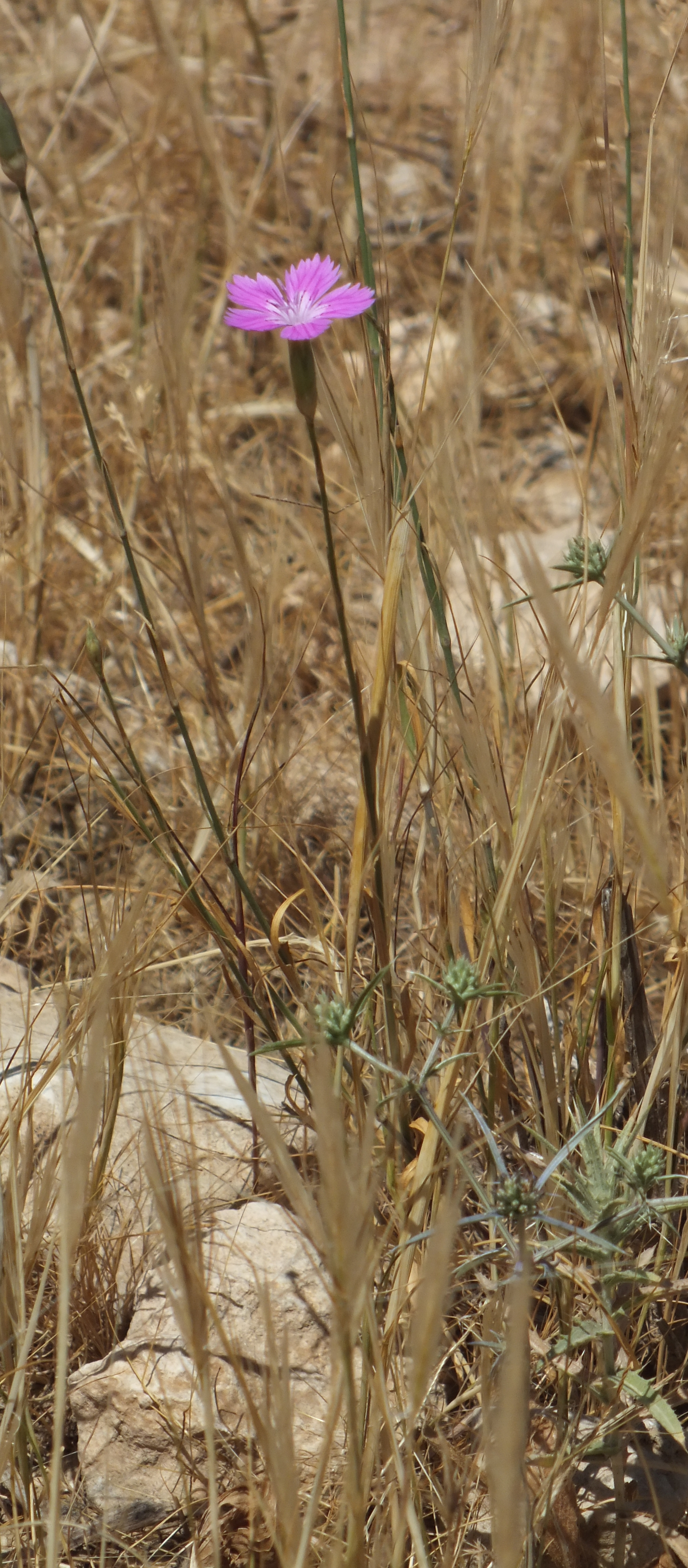
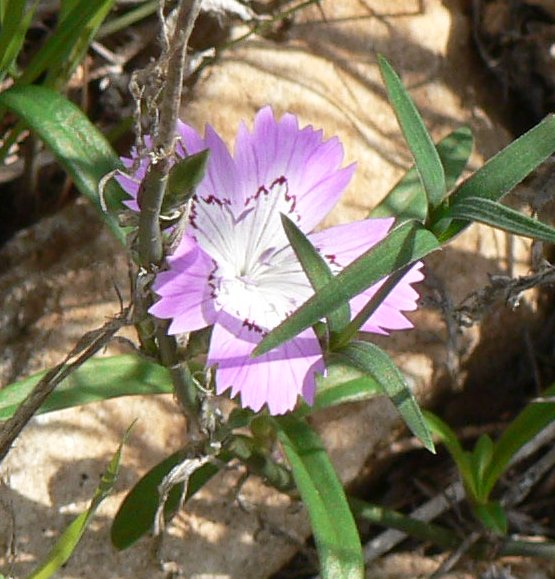
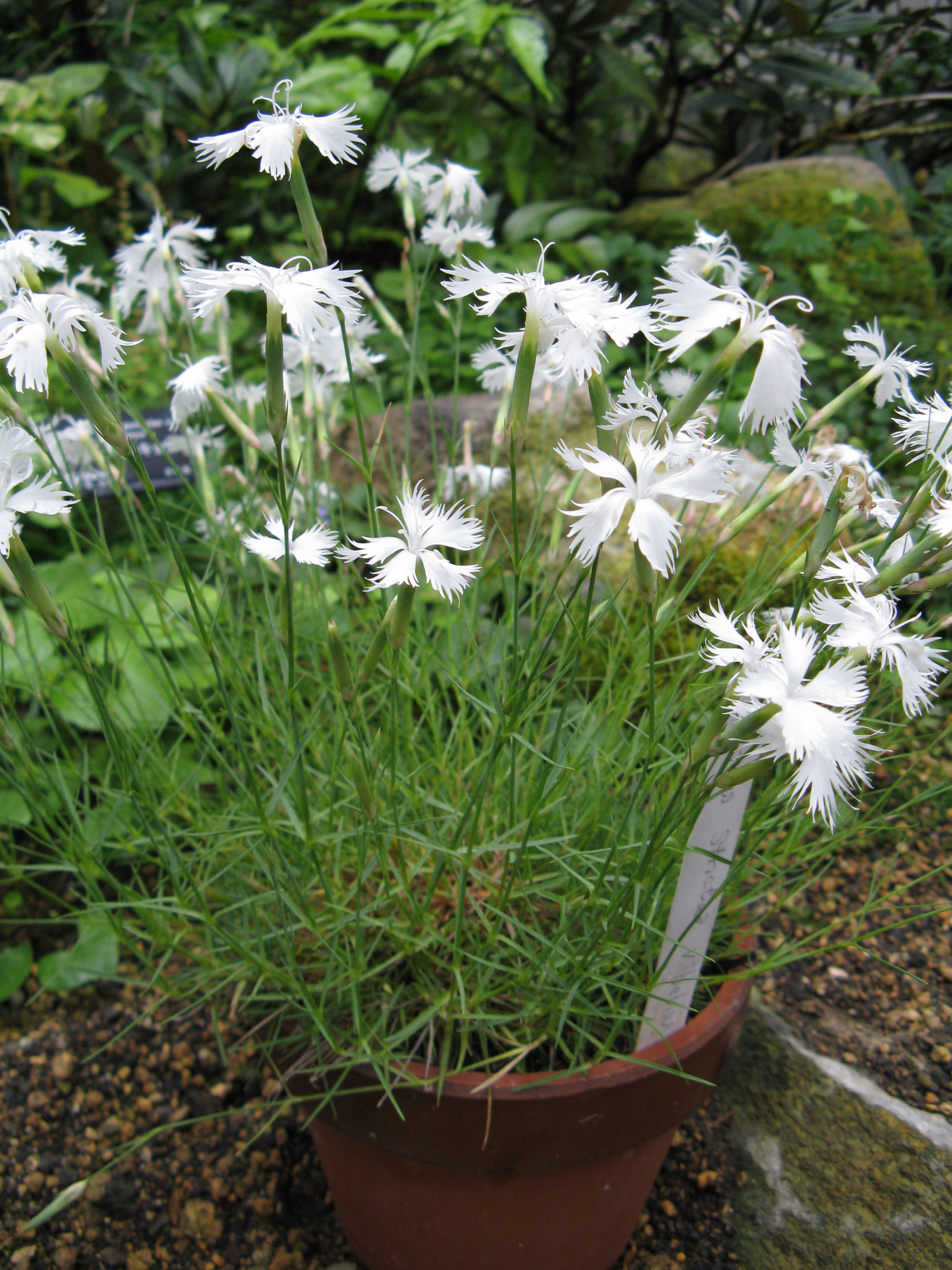
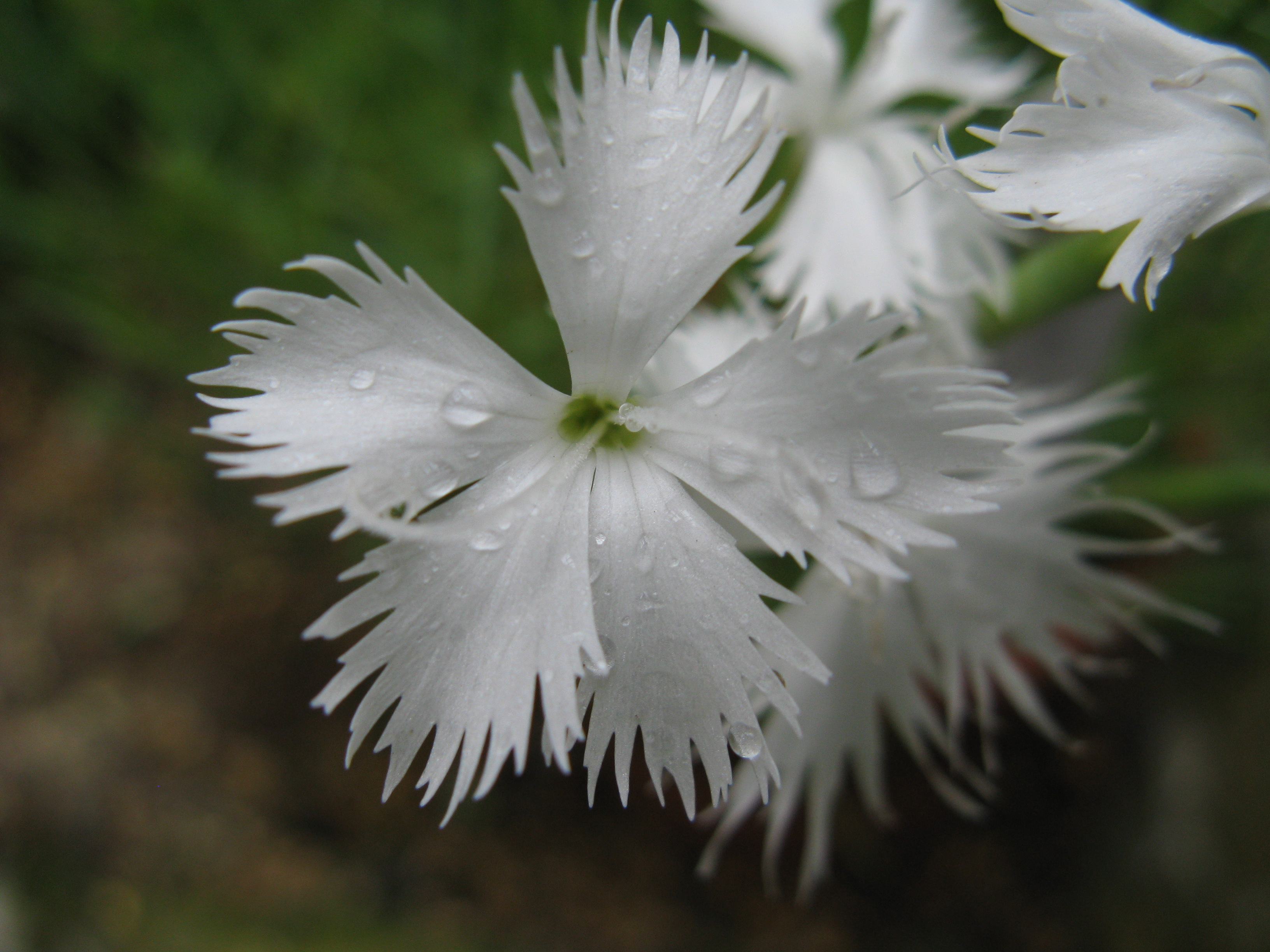
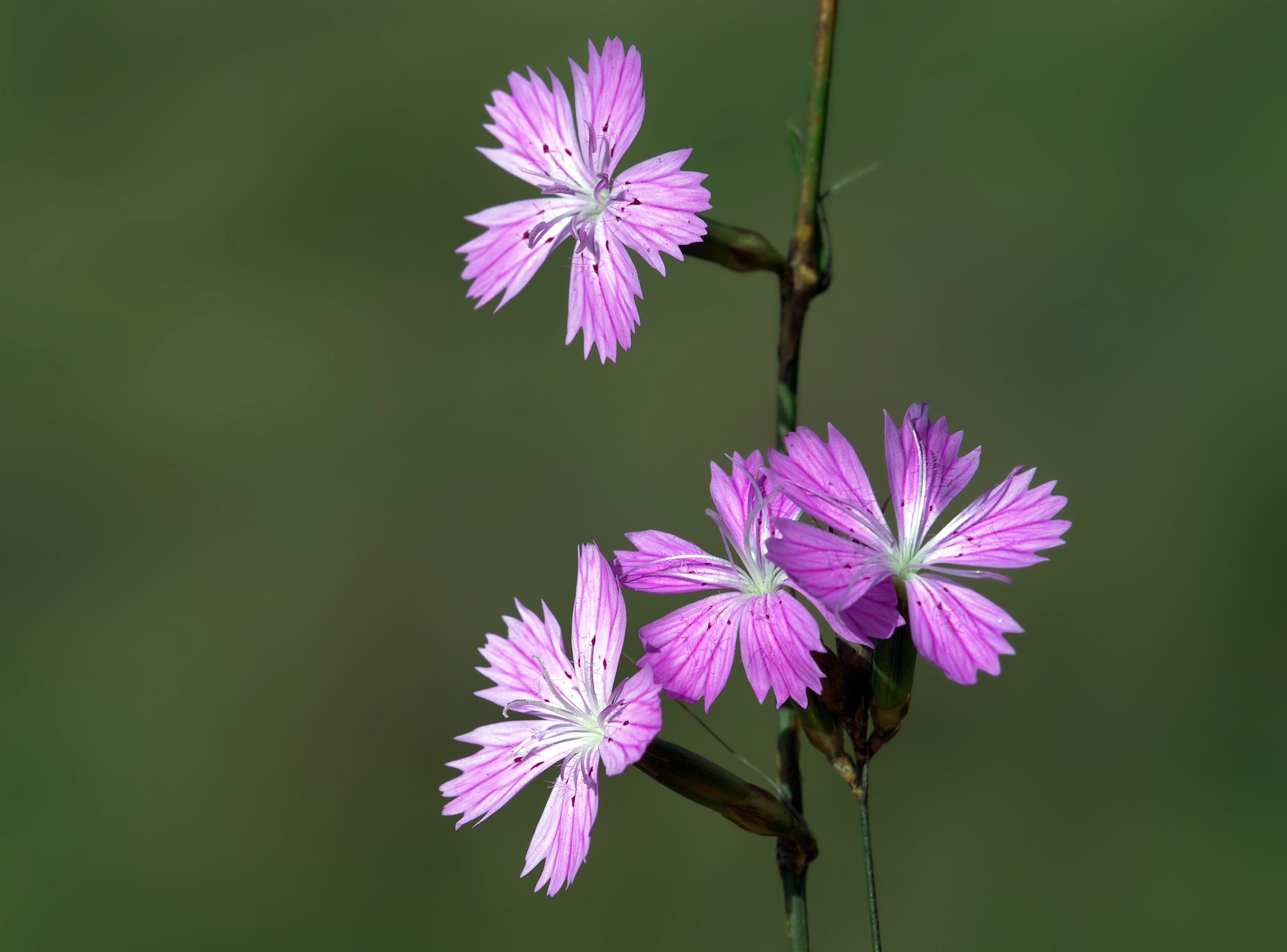